# Szabó Tibor (festő)
Szabó Tibor József (Szeged, 1945. március 30. –) filozófus, politológus, festő, grafikus. Eddig több mint 200 tudományos írása jelent meg itthon és külföldön. Több mint 60 hazai és nemzetközi konferencián tartott előadást. 1994 óta rendszeresen készít grafikai munkákat, pasztellképeket, olajképeket és vegyes technikájú festményeket; művészeti írásai jelennek meg folyóiratokban és katalógusokban.

## Életút

### Tanulmányai
1965-től 1970-ig a József Attila Tudományegyetem olasz-francia szakán tanult. 1968 és 1969 között a besançoni École des Beaux-Arts hallgatója volt. 1971-től 1974-ig az Eötvös Loránd Tudományegyetem filozófia szakára járt.

### Doktorált
1971: Cesare Pavese írói nyelve és munkássága, summa cum laude

### Tudományos fokozata
- 1983: a filozófia tudomány kandidátusa, Gramsci filozófiája
- 2000–2004: Széchenyi-professzor, politikatudomány
- 2004: Dr. habil., irodalomtudomány

### Beosztása
1970 és 1978 között egyetemi tanársegéd, 1976-tól 1984-ig adjunktus, 1984-től 1999-ig docens volt a JATE Filozófiai tanszékén. 1992 és 1998 között a Juhász Gyula Tanárképző Főiskola Társadalomelméleti tanszékének tanszékvezető tanára. 1998-tól 2008 ugyanott az Olasz Nyelv és Irodalom tanszéken tanított. 1995 és 1998 között a Főiskola főigazgató-helyette. 1997-től 1997 a főiskola Nyelvtanárképző Intézetének igazgatója volt.
2002-től 2005ig az MTA Politikai Tudományok Intézetének tudományos főmunkatársa. 2005-től 2011-ig tanszékvezető egyetemi docens a Debreceni Egyetem Politológia tanszékén. 2007-től egyetemi tanár a Szegedi Tudományegyetemen (JGYPKar, Humántudományi Intézet, Alkalmazott Társadalomismereti tanszék).

### Vendégtanár
- 1996: École des Hautes Études en Sciences Sociales, Párizs
- 2002, 2004: Istituto Italiano per gli Studi Filosofici, Nápoly

### Tudományos témái
A XX. századi olasz, francia és magyar filozófia és politikaelmélet története és összehasonlító elemzése. Az európai kultúra története. Az olasz kultúra története. Dante magyarországi fogadtatása. Politikai kultúra és politikai pártok Európában.

### Tudományos tagságai
- 2005: Magyar Dantisztikai Társaság alapító tagja
- 1985–1988: Magyar Filozófiai Társaság elnöksége
- 1985–1991: Magyar Politikatudományi Társaság választmánya tagja
- 1991–1994: Magyar Politikatudományi Társaság elnöksége tagja
- 1986–1989: MTA Politikatudományi Bizottság tagja
- 1991–2001: Tertium datur Alapítvány elnöke
- 1998– Alkalmazott Filozófiai Társaság ügyvezető elnöke
- 1995– Groupe d'Études Sartriennes, Párizs
- 1991– International Gramsci Society, Notre Dame, USA
- 1979– A Szegedi Lukács Kör elnöke

### Kitüntetések
- 1979: Kiváló munkáért, Művelődési Minisztérium
- 1985: Lukács Emlékérem, Lukács György Alapítvány
- 1990: Foscolo Emlékérem, Università di Pavia
- 1997: Dante-Díj, Accademia Casentinese
- 2004: Cavaliere dell’Ordine della Stella della Solidarietà Italiana
- 2004: Diploma di Benemerenza della Società Dante Alighieri, Roma
- 2004: Flaiano-Díj
- 2015: Szeged Nemzetközi Kapcsolataiért Emlékérem
- 2020: Szegedi Tudományegyetem Juhász Gyula Pedagógusképző Kar Honor Pro Meritis cím

### Külföldi intézményi kapcsolatai
- Università di Bologna
- Università di Urbino
- Università di Udine
- Centro Studi Piero Gobetti (Torino)
- Istituto Italiano per gli Studi Filosofici (Nápoly)
- Università di Roma "La Sapienza"
- Università di Roma “Tre”
- Università di Bari
- Università Rovira I Virgili, Tarragona

## Képzőművészete
Képzőművészeti tanulmányait Besançonban az École des Beaux-Arts-ban azután pedig önképzés útján végezte. 1994 óta rendszeresen készít grafikai munkákat, pasztellképeket, olajképeket és vegyes technikájú festményeket. Művészeti írásai jelennek meg folyóiratokban (Tiszatáj, Szeged, Élet és Irodalom, Művészet) és katalógusokban. Képei eljutottak Olaszországba, Francia-országba, Kanadába és Japánba. 1997-ben elméleti és művészeti munkájának elismeréseként megkapta a firenzei Accademia Casentinese Dante-díját.
Több alkalommal járt ösztöndíjas tanulmányúton a Római Magyar Akadémián (1975-94), valamint Hollandiában, Kínában, Angliában, Belgiumban, Franciaországban. Mesterének Diószegi Balázst és Kajári Gyulát tekinti. A firenzei Accademia Casentinese Dante-díját 1997-ben kapta meg. Szakíró. Műkritikákat, művészeti írásokat közöl folyóiratokban (Művészet, Tiszatáj, Szeged), hetilapokban (Élet és Irodalom) és katalógusokban.
Tájképeit, városképeit, urbánus hangulatokat ábrázoló grafikáit (Tiszatáj, 1998. január), pasztell-képeit (Comói tó, Szicíliai táj, Tabán) és olajfestményeit (Alsóvárosi templom) a rajzosság és a gazdag színvilág kombinációja jellemzi. Törekszik a konstruktív megoldásokra. Tagja a Szabad Képző- és Iparművészek Országos Szövetségének valamint a Művészetbarátok Egyesületének.

### Egyéni kiállításai
- 1996: Európai templomok, Piarista Gimnázium és Rendház, Szeged
- 1997: Európai városok, József Attila Könyvtár, Makó
- 1997: Európai városok, Általános Művelődési Központ, Kiskunhalas
- 1998: Szegedi Orvostudományi Egyetem Klinika, Szeged
- 1998: Körös Főiskolai Galéria, Békéscsaba
- 1998: Európai tájak és városok, Hotel Pelikán, Hódmezővásárhely
- 1999: Itáliai tájak, Ifjúsági Ház, Szeged
- 2000: Bozsó Gyűjtemény, Kecskemét
- 2000: Európai tájak, Wagner udvari Galéria, Szeged
- 2001: Hotel Belvedere, Nápoly
- 2001: Somogyi Könyvtár Galéria, Szeged

### Válogatott csoportos kiállítások
1998: Tisztelet a víznek, Helikon Kastélymúzeum, Keszthely; Padlás G., Balatonalmádi; Duna Múzeum, Esztergom; G., Cserépfalu; Gárdonyi Galéria, Gárdony.

### Fontosabb írásai
- König Róbert grafikái, Művészet, 1985/11-12.
- Népiség és szimmetria. Diószegi Balázs grafikáiról, Tiszatáj, 1986/6.
- Diószegi Balázs festői világa (kat. bev., Kiskunhalas, 1987)
- König Róbert, Tiszatáj, 1988/3.
- Kajári Gyula író- és művészportréi a Fekete Házban, Szeged, 1998/10.
- Egy szegedi polgár-festőnő; Kopasz Márta, Tiszatáj, 1998/12.
- Dorogi Imre panteisztikus festészete, Tiszatáj, 2001/9.

## Fontosabb publikációi

### Könyvek
1. Miért Lukács? A szegedi Lukács-szimpozion anyaga. – Budapest, 1990. 239 oldal (szerkesztő)
2. Gramsci politikai filozófiája. – Szeged, 1991. Szegedi Lukács Kör kiad. 166 oldal
3. A csend vége. – Szeged, 1991. (a szerző kiadása), 109 oldal
4. Ellenszélben. Gramsci és Lukács – ma. – Szeged, 1993. 312 oldal (szerkesztő)
5. Szinte szabadon. – Szeged, 1994. (a szerző kiadása), 145 oldal
6. Lukács és a modernitás. Lukács az európai gondolkodás történetében. – Szeged, 1996. Szegedi Lukács Kör kiad. 206 oldal (szerkesztő)
7. A filozófia keresztútjain. – Budapest-Szeged, 1998. MTA Filozófiai Intézet – Szegedi Lukács Kör kiad. 270 oldal (társszerkesztő)
8. Naiv ország. – Szeged, 1999. Gradus ad Parnassum Könyvkiadó, 192 oldal
9. Elementi di storia della cultura italiana, Szeged, 2001. Juhász Gyula Felsőoktatási kiadó, 204 oldal
10. Megkezdett öröklét. Dante a XX. századi Magyarországon, – Budapest, 2003. Balassi kiadó, 256 oldal
11. Scientia potestas. Tanulmányok Halasy-Nagy József filozófiájáról. – Szeged, 2004. Lectum kiadó, 190 oldal (társszerkesztő)
12. Életutak és életelvek Dantétól Derridáig, Budapest, 2005. Eötvös József Könyvkiadó, 267 oldal
13. György Lukács filosofo autonomo, Nápoly, 2005. La Città del Sole, 311 oldal
14. A sokszólamú Dante, Budapest, 2006. Hungarovox kiadó, 146 oldal
15. Dante életbölcselete. – Budapest, 2008. Hungarovox kiadó, 204 oldal
16. Itáliai anzix. Eszmetörténeti és morálfilozófiai tanulmányok. – Debrecen, 2009. Kossuth Egyetemi Kiadó, 236 oldal
17. A társadalomelmélet alapjai. – Szeged, 2009. Szegedi Egyetemi Kiadó, 103 oldal
18. Olaszország politikatörténete, Szeged, 2012. Belvedere-Meridionale, 196 oldal
19. Az instabilitás kora. Tanulmányok múltról, jelenről, jövőről. Szeged, 2014. Belvedere-Meridionale, 223 oldal
20. Cesare Pavese írói világa, 1908–1950; Tiszatáj Alapítvány, Szeged, 2015 (Tiszatáj könyvek)
21. Lukács György, az autonóm filozófus. Kritikák, viták, teóriák; Gondolat, Bp., 2017
22. Mások tükrében. Válogatott levelezésem; SZEK JGYF, Szeged, 2018
23. Dante-reflexiók. Paradigmaváltás a magyar dantisztikában; Hungarovox, Bp., 2018
24. Dante. Egy humanista a középkorból; Hungarovox, Bp., 2021

### Tanulmányok
1. Dallo Stato-partito al parlamento pluripartitico (A proposito della svolta politica in Ungheria), – Il Politico, Rivista Italiana di Scienze Politiche, Pavia, 1990. 3. sz. 515-526. oldal
2. Il concetto di persona nel tardo Lukács, – in: Persona e diritto, (szerkesztő: D. Castellano), Udine, 1990. Editrice Missio, 91-103. oldal
3. L'absence de société civile et la culture politique en Europe Centrale, – in: Europe Centrale: réalité, mythe et enjeu, Cahiers de Varsovie, Varsó, 1991. Centre de Civilisation Française, 263-269. oldal
4. Az olasz filozófia 1945 után. – Magyar Filozófiai Szemle, 1992. 5-6. sz. 1013-1018. oldal
5. Norberto Bobbio és az olasz eszmetörténet, – Világosság, 1993. 2. sz. 68-71. oldal
6. Sartre, l’Italie et la subjectivité, – Les Temps Modernes, Paris, 1993. 3. sz. 40-41. oldal (Sartre kiadatlan kéziratának gondozása és publikálása)
7. Doppia svolta socio-politica e dibattiti intellettuali in Ungheria, – Coscienza Storica, Cosenza, 1993. 8. sz. 45-55. oldal
8. The End and Renewal of Ideology in Central Europe and in Hungary. – History of European Ideas, Oxford, 1993. 6. sz. 747-753. oldal
9. Abbagnano pozitív egzisztencializmusa. – Magyar Filozófiai Szemle, 1994. 3-4. sz. 509-514. oldal
10. Politische Demokratie in neuer Perspektive. – in: Die Freiheit der Andersdenkenden, VSA-Verlag, Hamburg, 1995. 127-133. oldal
11. Európa-paradigma és interszubjektivitás, – in: Útban az Európai Unió felé, Szeged, 1998. Progress Alapítvány kiad. 40-43. oldal
12. Politikai realizmus és illúziók. Bibó és Lukács vitája a demokráciáról. – Világosság, 1998. 3. sz. 72-82. oldal
13. Dante nel Novecento ungherese, Szeged, 1998. JGYTF Társadalomelméleti tanszék, 32 oldal
14. Gramsci morálfilozófiai elvei. (japánul), – Kiho yuiken, Osaka, 1998. 4. sz. 30-36. oldal
15. Elementi di filosofia applicata nei Pensieri di Leopardi. – in. Leopardi visto dagli Ungheresi, Szeged, 1998. JATEPress, 83-91. oldal
16. Perszonalizmus, föderalizmus – ajánlás a közös Európához. – Európai Szemle, 1999. 1. sz. 121-129. oldal
17. A politikai bal- és jobboldal Bobbio-féle koncepciója. Kritikák és válaszok. – Magyar Tudomány, 2000. 2. sz. 186-191. oldal
18. “Embertelen antropológia”?, in: Filozófia az ezredfordulón, (szerkesztő: Nyíri Kristóf), Budapest 2000. Áron kiadó, 197-204. oldal
19. Két 20. századi filozófus: Gramsci és Lukács, – in: Állandóság a változásban. T’ung-pien, Budapest 2000. Politika + Kultúra Alapítvány, 93-107. oldal
20. Le interpretazioni religiose e laiche di Dante all’inizio del Novecento, – Verbum, 2001. 205-216. oldal
21. Elemente der philosophischen Antropologie beim späten Lukács – in: Lukács 2001. Jahrbuch der Internationalen Georg-Lukács-Gesellschaft, 5. évf. Bielefeld, 2001. Aesthesis Verlag, 163-173. oldal
22. La “sensibilità” del pensiero filosofico di Abbagnano, Idee. Rivista di Filosofia, Lecce, 2002. 49. Sz. 45-54. oldal
23. “Az igazi költészet nagyon ritka…”. Benedetto Croce a budapesti irodalomtörténeti konferencián. – Irodalomismeret, 2003. 1. sz. 54-56. oldal
24. Olasz nemzeti identitás és politikai kultúra, – Politikatudományi Szemle, 2003. 3. sz. 135-155. oldal
25. Is Central Europe a “community of destiny”?. On a specific interpretation of the Central European history. – Central European Political Science Review, 2003. 13. sz. 145-147. oldal
26. Michel Foucault filozófiai antropológiája, – Pro Philosophia Füzetek, 2003. 36. Sz. 109-118. oldal
27. Az “önanalízis” reneszánsz mestere: Petrarca, – Világosság, 2004. 2-3. sz. 23-32. oldal
28. A "létezésművészet" kánonjai Foucault filozófiájában, – in: Értékválság – értékválság, (szerkesztő: Karikó Sándor), Budapest 2004. Áron kiadó, 77-87. oldal
29. La visita di Croce a Budapest nel 1931. – in: Benedetto Croce 50 anni dopo, Budapest, 2004. Aquincum kiadó, 58-68. oldal
30. Jean-Paul Sartre, a(z el)vitatott értelmiségi, – Eszmélet, 2005. 67. sz. 200-206. oldal
31. A rejtőzködő egyén identitása, avagy ki is vagyok én? – Magyar Tudomány, 2005. 4. sz. 508-510. oldal
32. "...bonus esse quam doctus". Aspetti di filosofia applicata in Petrarca, – AMBRA. Percorsi di Italianistica, Savaria – Szombathely, 2005. Anno V. 5. sz. 155-165. oldal
33. Szélsőjobboldali pártok Olaszországban, – Politikatudományi Szemle, 2006. 1. sz. 141-164. oldal
34. Mecenatúra és kultúra a barokk korban, – in. Gazdaság és/vagy kultúra, (szerkesztő: Karikó Sándor), Budapest, 2006. Gondolat kiadó, 169-180. oldal
35. Il contributo di Luciano Amodio ai rapporti italo-ungheresi, in: L’eredità di Luciano Amodio, (a cura di Giancarlo Majorino), Milano, 2006. De Amicitia ed., 70-77. oldal
36. A Forza Italia, – Politikatudományi Szemle, 2007. 1. sz. 45-64. oldal
37. Jean-Paul Sartre: A lét és a semmi (recenzió), – Helikon, 2007. 1-2. sz. 295-297. oldal
38. Lukács’s Road to Himself, – in: The Proceedings of the Twenty-First Congress of Philosophy, vol. 11., Contemporary Philosophy, Ankara, 2007. Philosophical Society of Turkey, 37-39. oldal
39. À la recherche de l’identité perdue et retrouvée: György Lukács. – in: Le même et l’autre. Identité et différence, (szerkesztő: Kelemen János, Jean Ferrari, Gregory Harmati), Budapest – Paris, 2007. (CD-Rom), 513-521. oldal
40. Antropologia filosofica in Sartre e Gramsci. – in: Gramsci şi Sartre. Mari Gânditori ai seculului XX, Bukarest, 2007. Editura ISPRI, 162-172. oldal
41. Erény és/vagy gazdagság. Leonardo világszemlélete és etikai gondolatai, – Alföld, 2008. 5. sz. 69-81. oldal
42. Sartre et Lukács: parallèles et différences. – in: Sartre. In gandirea contemporana, Craiova, 2008. Editura Universitaria, 45-58. oldal
43. Az instabilitás politikafilozófiai kihívásai. – in: Közösség és instabilitás, (szerkesztő Karikó Sándor), Budapest, 2008. Gondolat kiadó, 97-110. oldal
44. Some Remarks on Italian National Identity and Political Culture, In: Central European Political Science Review, 2009. 38. sz. 100-113. oldal
45. A globális jövő szcenáriói. – Valóság, 2010. 6. sz. 27-39. oldal
46. A globális „visszafogott növekedés” paradigmája. – in: Kockázati társadalom és felelősség (szerkesztő: Karikó Sándor), Budapest, 2010. Áron Kiadó, 23-35. oldal
47. Conceituacao de antropologia filosofica no Novecento. – Mediacoes, Londrina (Brazília), 2010. Universidade Londrina, 324-340. oldal
48. Globalizáció-elméletek és instabilitás, in: De iurisprudentia et iuro publico, Jog- és politikatudományi folyóirat, IV. évf. 2010. 3-4. sz. 15 oldal (internet: www.dieip.hu)
49. Bergson morálfilozófiája. – in: Bergson aktualitása (szerkesztő: Ulmann Tamás – Jean Louis Viellard-Baron), Budapest, 2011. Gondolat kiadó, 165-177. oldal
50. Cesare Pavese és a Piemont-mítosz. Abbagnano, Bobbio és Pavese, – in: Cesare Pavese és Elio Vittorini. Életpályák célkeresztben, (szerkesztő: Dávid Kinga és Madarász Klára), Szeged, 2011. Szegedi Tudományegyetem Olasz Nyelvi és Irodalmi Tanszék – Belvedere Meridionale, 108-119. oldal
51. A „nemzetállam kiüresedése” és a migráció, – Valóság, 2011. 8. sz. 91-100. oldal
52. A konszenzusos politizálás lényege és hiányának következményei Magyarországon. – in: Húsz éve szabadon Közép-Európában, (szerkesztő: Simon János), Budapest, 2011. Konrad Adenauer Alapítvány, 219-223. oldal
53. Egy újabb Dante-könyvről. – Magyar Tudomány, 2011. 2. sz. 251-254. oldal (Recenzió)

### Magánélet
Elvált, két gyermek édesapja: Tímea lánya 1973-ban,Szilárd fia 1976-ban született. Több unoka nagyapja.